# 安達かおる
安達 かおる（あだち かおる、1952年1月27日 - ）は、日本のAV監督、実業家。V&Rプランニング元代表取締役。本名、三枝進(さえぐさ すすむ)。独自の作風で知られる。

## 人物・来歴
東京都出身。幼少時代、著名な外交官の父親に随行してイラン（テヘラン）に遊学、帰国し。1970年、國學院大學久我山高等学校を卒業。1974年、獨協大学外国語学部ドイツ語学科を卒業。
TV制作会社（ドキュメンタリー部門）を勤めた。しかし、営業で建前が多くて疲れ、末端の人たちから生の声を聞きたい、とスーパーマーケット「ジャストイン」を運営し、有限会社ブイアンドアールプランニングを設立した。
1986年、当時34歳の頃に、安達が知人の用事に付き添いでたまたまAV会社に行き、作品が足りないからとアルバイトとして安達がAVを作ることになった。当時はSMが人気でSM作品を作るためスポーツ紙のSM倶楽部の広告欄に電話していき初代葵マリーだけが引き受け、安達は処女作『SMドキュメント 調教24時間 ─地獄篇─』を撮影した。その後も、安達はSMを中心としたマニアックな作品を制作していく。
代表作として『ジーザス栗と栗鼠スーパースター』シリーズ、『ブラックジーザス栗と栗鼠スーパースター』シリーズ、『服従学園』シリーズ、『蒼奴夢の宴』シリーズ、『デスファイル』などがある。カンパニー松尾やバクシーシ山下ら個性的なAV監督の師匠としても知られている。松尾によれば当時のAV業界は金儲け主義、商売本位で流れた人間が多かった中で、メジャーで映像が作れないからアダルトに来るしかなかった安達は異質だったと述べている。
1986年7月にV&Rプランニングで伊勢鱗太朗が監督をした『侵犯』は、本当のレイプなのではないかと噂がたった。そこで、社長の安達は『FLASH』や『週刊読売』の記者に「伊勢はやらせだと言ってるけど、本当はレイプしてるんですよ」と囁いて真に受けたメディアに大々的に報道させ大ヒットさせた。
1987年、面接に来た珍しい単体女優の後藤沙貴の条件が厳しく生意気だったため、安達が条件の中でギャフンと言わせてやろうとして撮影したのが『ジーザス栗と栗鼠スーパースター』。しかし、後藤沙貴は最後までやり通し、安達とも仲良くなり、以降も安達の作品にたくさん出演することになり、安達は後藤を大好きな女優の1人と述べている。
1993年にアダルトビデオとして制作された『ハンディキャップをぶっとばせ!』は日本ビデオ倫理協会により発売禁止処置にされ、23年後の2015年8月に映画として公開された。これはAVに出ない限り自分達はセックスできないのでAVに出させて欲しいと依頼してきた障害者達がいたのをきっかけとするもので、半年かけて精神に問題ないことを確かめ慎重に撮影された。
2ヶ月ほど編集室に閉じこもりで毎日酒を飲むようになり酒を飲まないと寝れない状態となり、社長行方不明事件を起こし、安達は気がついたら縄を持って北海道にいた。2000年5月発売の『強制顔面FUCK アソコの匂いで立ててみな』で監督に復帰する。
2010年代後半からはスカトロ系作品の制作に専念している。
2017年4月にAV業界での出演の強要が社会問題化してから「適正AV」という枠組みができあがり、IPPA（知的財産振興協会）がプロダクションに対してIPPA非加盟メーカーに女優の派遣を止める動きが見られ、安達は「映像制作者ネットワーク」(CCN)を作り、2019年9月に「映像制作者ネットワーク」名義で公正取引委員会に申し立てた。「このままではアダルトビデオが作れなくなる」と危機感を募らせている。

## 著書
- 『遺作 : V&R破天荒AV監督のクソ人生』メディアソフト[9]、2017年6月。ISBN 9784879198747